# Cubells
Cubells település Spanyolországban, Lleida tartományban. Cubells Alòs de Balaguer, Foradada, Montgai, Bellcaire d’Urgell, Balaguer és Camarasa községekkel határos. Lakosainak száma 343 fő (2024).

## Népesség
A település népessége az utóbbi években az alábbiak szerint változott:
| Lakosok száma | 350  | 1557 | 1082 | 703  | 419  | 384  | 401  | 395  | 343  | 343  |
|               | 1717 | 1887 | 1936 | 1960 | 1986 | 2004 | 2009 | 2014 | 2019 | 2024 |